# Hoorspel (hoorspel)
Hoorspel (oorspronkelijke, Duitse titel: Hörspiel) is een hoorspel van Peter Handke, gebaseerd op diens boek Der Hausierer (1967). Hörspiel werd op 23 oktober 1968 door de Hessischer Rundfunk uitgezonden. Jan Donkers vertaalde het en de VPRO zond het uit op vrijdag 25 augustus 1978. De bewerking was van Wim Noordhoek, die ook regisseerde. Het hoorspel duurde in de Nederlandse versie 46 minuten.

## Rolbezetting
- Ischa Meijer
- Jan Wegter
- Cor Galis
- Dick Swidde
- Jan Donkers
- Wilbert Gieske
- Kees Mulder

## Inhoud
Peter Handke: “Hoorspel is een vraag-antwoord-spel over een vraag-antwoord-handeling, die op een strenge wijze uit een ondervraagde antwoorden wil loskrijgen, en wel met alle retorische middelen: vleierij, list, afdreiging, gewelddadigheid. De vraag-antwoord-handeling, waarover een vraag-antwoord-spel informatie moet geven, blijkt een scherp verhoor te zijn, waarbij de verhoorders de macht bezitten om te vragen. Uiteindelijk blijkt zelfs, dat ook het vraag-antwoord-spel over het verhoor tot het verhoor zelf behoort.”